# Niger aux Jeux olympiques d'été de 2020
Le Niger participe aux Jeux olympiques d'été de 2020 à Tokyo. Il s'agit de leur 13e participation aux Jeux d'été.
Le Comité international olympique autorise à partir de ces Jeux à ce que les délégations présentent deux porte-drapeaux, une femme et un homme, pour la cérémonie d'ouverture. Le taekwondoïste Abdoulrazak Issoufou Alfaga et la nageuse Roukaya Moussa Mahamane sont nommés porte-drapeaux de la délégation nigérienne.

## Athlètes engagés
| Sport      | Hommes | Femmes | Total |
| ---------- | ------ | ------ | ----- |
| Athlétisme | 1      | 1      | 2     |
| Judo       | 1      | 0      | 1     |
| Natation   | 1      | 1      | 2     |
| Taekwondo  | 1      | 1      | 2     |
| Total      | 4      | 3      | 7     |

## Résultats

### Athlétisme
Deux sprinteurs ont atteint les minima qualificatifs.
Aminatou Seyni, spécialiste du 400m, termine en seconde place au Meeting international Mohammed-VI en juin 2019 en 50 s 24 (record national) et obtient théoriquement sa qualification en passant sous le temps requis de 51 s 35.
Elle ne peut finalement pas concourir sur cette distance puisqu'elle est atteinte de "différences de développement sexuel" et la fédération mondiale d'athlétisme décide de la priver de compétition conformément à un nouveau règlement établi en 2019 sur toutes les distance entre 400m et un mile. Elle se tourne alors vers le demi-tour de piste et parvient à se qualifier en septembre 2019 pour le 200m avec un temps de 22s58 (minima à 22.80) lors des séries du championnats du monde à Doha.
L'équipe compte également Badamassi Saguirou bénéficiant d'une place attribuée au nom de l'universalité des Jeux.
| Athlète            | Épreuve        | Tour préliminaire | Tour préliminaire | 1er tour | 1er tour | Demi-finale | Demi-finale | Finale   | Finale   |
| Athlète            | Épreuve        | Temps             | Rang              | Temps    | Rang     | Temps       | Rang        |          |          |
| ------------------ | -------------- | ----------------- | ----------------- | -------- | -------- | ----------- | ----------- | -------- | -------- |
| Badamassi Saguirou | 100 m masculin | 10 s 87           | 7e                | Éliminé  | Éliminé  | Éliminé     | Éliminé     | Éliminé  | Éliminé  |
| Aminatou Seyni     | 200 m féminin  | Non disputé       | Non disputé       | 22 s 72  | 3e       | 22 s 54     | 5e          | Éliminée | Éliminée |

### Judo
La Fédération ne distribue pas de ticket de qualifications aux championnats continentaux ou mondiaux mais c'est le classement établi au 21 juin qui permettra de sélectionner les athlètes (18 premiers automatiquement, le reste en fonction des quotas de nationalité).
Chez les hommes, Ismael Alhassane (-66 kg), classé 111e, est repêché via l'attribution du quota continental africain.
| Athlète          | Compétition           | 1er tour                | 2e tour             | Quart de finale     | Demi-finale         | Repêchage           | Finale              | Rang    |
| Athlète          | Compétition           | Adversaire Résultat     | Adversaire Résultat | Adversaire Résultat | Adversaire Résultat | Adversaire Résultat | Adversaire Résultat | Rang    |
| ---------------- | --------------------- | ----------------------- | ------------------- | ------------------- | ------------------- | ------------------- | ------------------- | ------- |
| Ismael Alhassane | Moins de 66 kg hommes | Le Blouch Défaite 00-10 | Éliminé             | Éliminé             | Éliminé             | Éliminé             | Éliminé             | Éliminé |

### Natation
| Athlète                 | Épreuve                   | Séries  | Séries | Demi-finales | Demi-finales | Finale   | Finale   |
| Athlète                 | Épreuve                   | Temps   | Rang   | Temps        | Rang         | Temps    | Rang     |
| ----------------------- | ------------------------- | ------- | ------ | ------------ | ------------ | -------- | -------- |
| Alassane Seydou Lancina | 100 m nage libre masculin | 24 s 75 | 50e    | Éliminé      | Éliminé      | Éliminé  | Éliminé  |
| Roukaya Moussa Mahamane | 50 m nage libre féminin   | 32 s 21 | 76e    | Éliminée     | Éliminée     | Éliminée | Éliminée |

### Taekwondo
Le Niger compte deux athlètes à la compétition dont le dernier médaillé d'argent de Rio 2016 et champion du monde 2017 Abdoulrazak Issoufou Alfaga ; ce dernier s'est qualifié directement pour la deuxième fois dans la catégorie des poids lourds hommes (+80 kg) en terminant parmi les cinq meilleurs taekwondoïste à l'issue du classement olympique.
Il sera accompagné de Tekiath Ben Yessouf, finissant parmi les deux premières dans la catégorie des poids légers féminins (57 kg) au tournoi de qualification africain 2020 à Rabat, au Maroc.
| Athlète                     | Compétition           | Qualifications      | Huitièmes de finale  | Quarts de finale     | Demi-finales        | Repêchage           | Finale / MB          | Finale / MB |
| Athlète                     | Compétition           | Adversaire Résultat | Adversaire Résultat  | Adversaire Résultat  | Adversaire Résultat | Adversaire Résultat | Adversaire Résultat  | Rang        |
| --------------------------- | --------------------- | ------------------- | -------------------- | -------------------- | ------------------- | ------------------- | -------------------- | ----------- |
| Abdoulrazak Issoufou Alfaga | Plus de 80 kg hommes  | Non disputé         | Gbané Défaite 9-15   | Éliminé              | Éliminé             | Éliminé             | Éliminé              | 11e         |
| Tekiath Ben Yessouf         | Moins de 57 kg femmes | Exemptée            | Hamada Victoire 11-6 | Minina Défaite 10-15 | Non qualifiée       | Tzeli Victoire 2-0  | Lo C-l. Défaite 6-10 | 5e          |